# Pferdebremse
Die Pferdebremse (Tabanus sudeticus) ist die größte mitteleuropäische Art der Bremsen (Tabanidae).

## Merkmale
Die Tiere werden 19 bis 24,5 Millimeter lang und haben eine graubraune Körpergrundfarbe. Der Thorax ist olivbraun bis grau gefärbt und trägt drei undeutliche, helle Längslinien. Die Segmente des Hinterleibs sind dunkelbraun und haben jeweils hinten einen schmalen hellbraunen Rand, der seitlich am Körper etwas breiter ist. Auf der Oberseite des zweiten bis fünften Segments befindet sich genau in der Mitte dieses Randes jeweils ein nach vorne gerichtetes hellbraunes Dreieck. Ihre Facettenaugen sind einfarbig dunkelbraun, was sie hauptsächlich von der ähnlichen, etwas kleineren Rinderbremse (Tabanus bovinus) unterscheidet, die grüne Augen hat. Die Facettenaugen der Männchen berühren sich auf dem Scheitel, während diese bei den Weibchen getrennt sind.

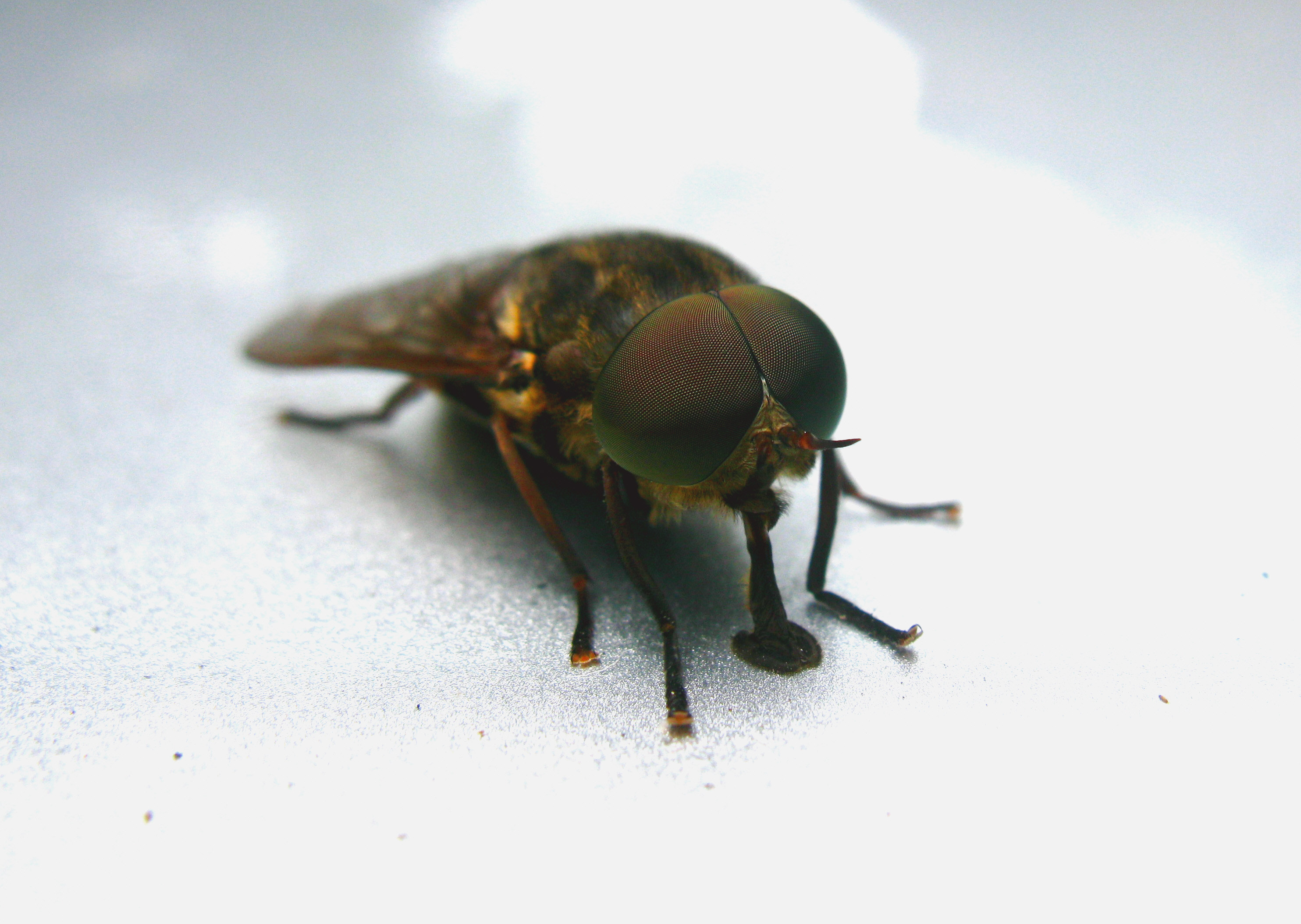
Männchen – u. a. erkennbar an den Mundwerkzeugen
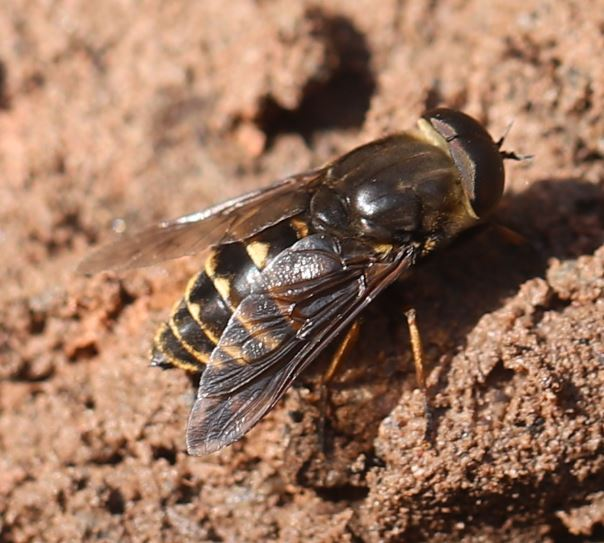
Männchen
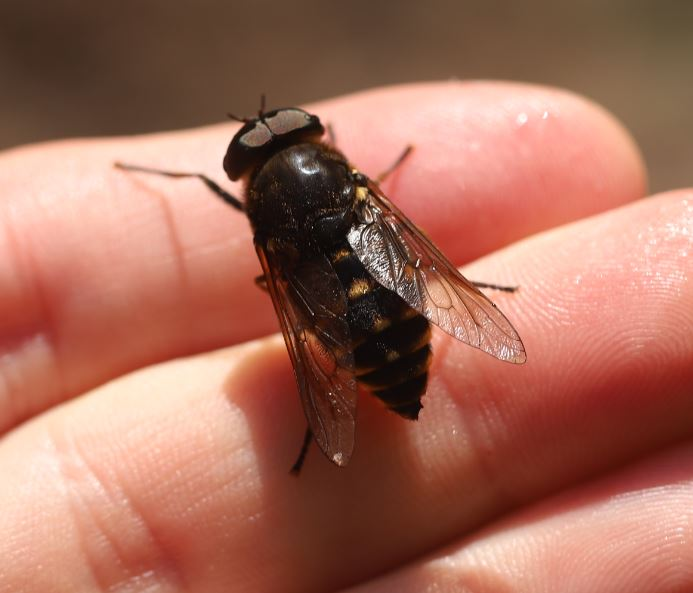
Männchen auf einer Hand
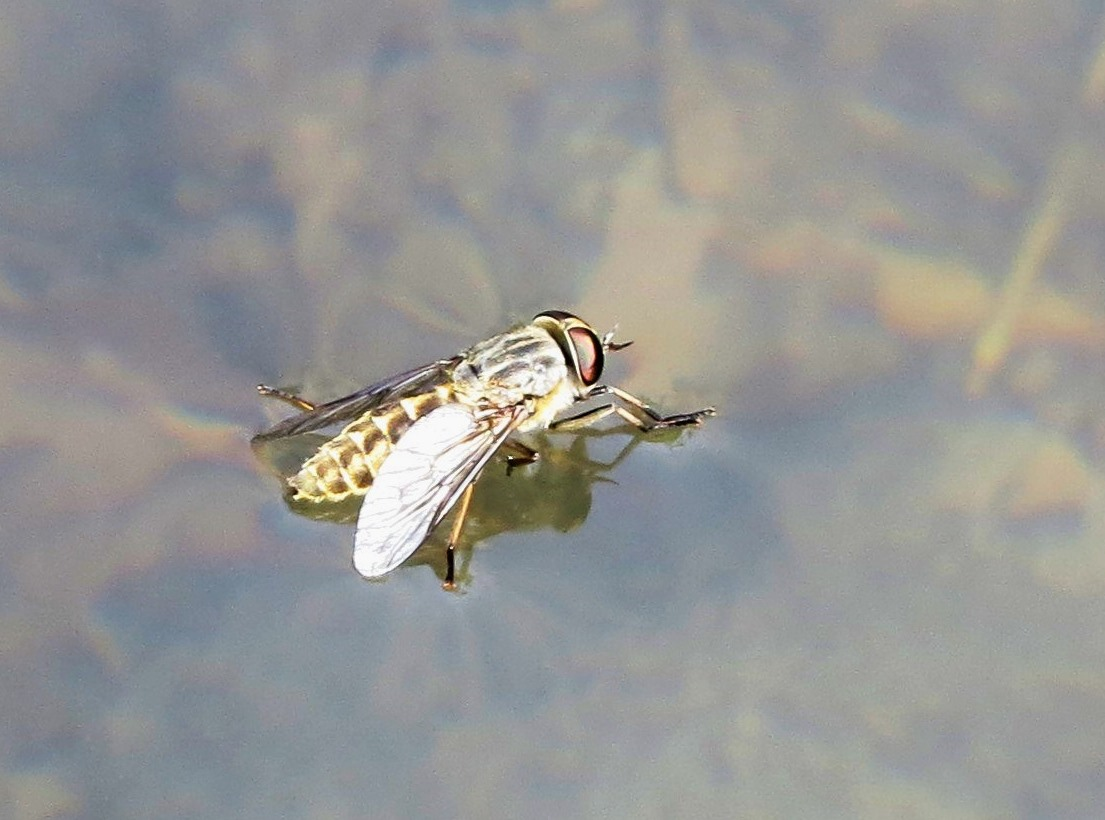
Pferdebremse über Wasser

## Vorkommen
Die Tiere sind in der gesamten Paläarktis verbreitet. Sie kommen besonders in der Gegend um Pferde- und Rinderweiden herum im Zeitraum von Juni bis August vor.

## Lebensweise
Die Tiere fliegen mit einem tiefen und deutlich hörbaren Brummen. Wie bei fast allen Bremsen saugen nur die Weibchen Blut, dies vor allem von Pferden und Rindern. Die weißen, länglichen Eier werden in flachen ungeordneten Häufchen an Pflanzen abgelegt. Die daraus schlüpfenden weißlich-grünbraunen Larven besitzen Kriechwülste. Sie leben in der Erde und fressen sowohl verrottendes Pflanzenmaterial als auch kleine Lebewesen, die durch Gift getötet werden. Injiziert wird dieses über die Mundwerkzeuge.

## Pferdebremsen als Krankheitsüberträger
Pferdebremsen sind als mechanische Überträger (Vektoren) des zu den Lentiviren gehörenden EIA-Virus ermittelt worden. Ihr Saugrüssel ist groß genug, um diese Viren in für eine Infektion ausreichender Menge jeweils wie in einer Injektionskanüle innen und außen zu speichern. Wird eine Blutmahlzeit an einem EIA-Virus-infizierten Tier unterbrochen, können sie an ihren Mundwerkzeugen haftendes infektiöses Blut auf kurze Distanz innerhalb von etwa 30 Minuten auf ein benachbartes, noch nicht infiziertes Tier übertragen.
Des Weiteren wird die Pferdebremse als gelegentlicher Überträger von Borrelien genannt, die die Krankheit Lyme-Borreliose auslösen.

## Bekämpfung

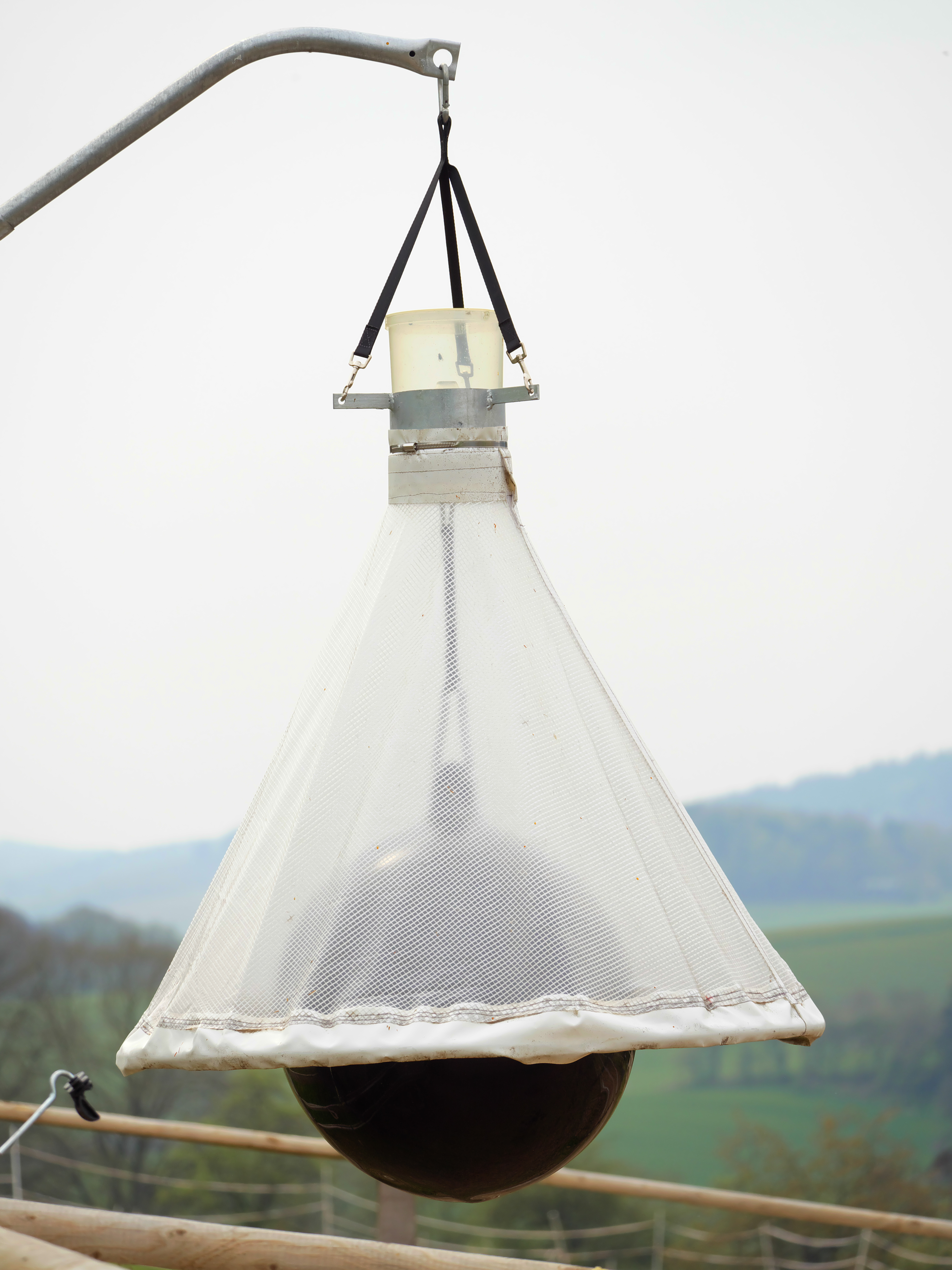
Bremsenfalle (wenig selektiv, daher beispielsweise in NRW nur eingeschränkt erlaubt)

Zur Abwehr können Pferdebremsen chemisch mit Insektiziden bekämpft oder mit Lockstoffen angelockt und gefangen werden. Eine schwarze, durch Sonneneinstrahlung erwärmte Kunststoffkugel kann ohne chemische Lockstoffe Insekten anlocken. Beim Abflug können die Insekten angeblich nur nach oben steigen, wo sie durch ein trichterförmiges Netz in einen Fängerbehälter geleitet werden, aus welchem sie dann nicht mehr herauskommen können. Solche Fallen sind nach verschiedenen Untersuchungen wenig selektiv und erfüllen regelmäßig Verbotstatbestände des § 44 Abs. 1 Nr. 1 BNatSchG (Fang- und Tötungsverbot) und des § 4 Abs. 1 Nr. 1 BArtSchV (Verbot, wildlebenden Tieren der besonders geschützten Arten mit Fallen nachzustellen, sie anzulocken, zu fangen oder zu töten). Sie sind überdies umso weniger wirksam, je mehr Pferde zu schützen sind. Die Vereinigung der Freizeitreiter und -fahrer in Deutschland e. V. (VFD) hat klargestellt, dass solche Fallen zum Insektensterben beitragen und gibt eine Studie wieder, die ergeben hat, dass derartige Fallen lediglich 4 % Bremsen fingen, überwiegend also andere Insekten, darunter geschützte Arten. Diese Fallen seien naturschutzrechtlich nicht vertretbar. Daher hat beispielsweise das Ministerium für Umwelt, Landwirtschaft, Natur- und Verbraucherschutz Nordrhein-Westfalen am 11. September 2020 eine räumlich und zeitlich begrenzte Nutzung von Bremsenfallen erlassen, damit die Verbotstatbestände nicht erfüllt werden. Wirksamer Schutz der Pferde seien Decken mit Zebrastreifen oder eine entsprechende Bemalung der Tiere. Weiterhin sind schattige Unterstände wirksam, wohin die Bremsen nicht folgen, wenn Flatterbänder oder ähnliches aufgehängt würden.